# Ryska federationens försvarsministerium

Försvarsministeriets flagga.

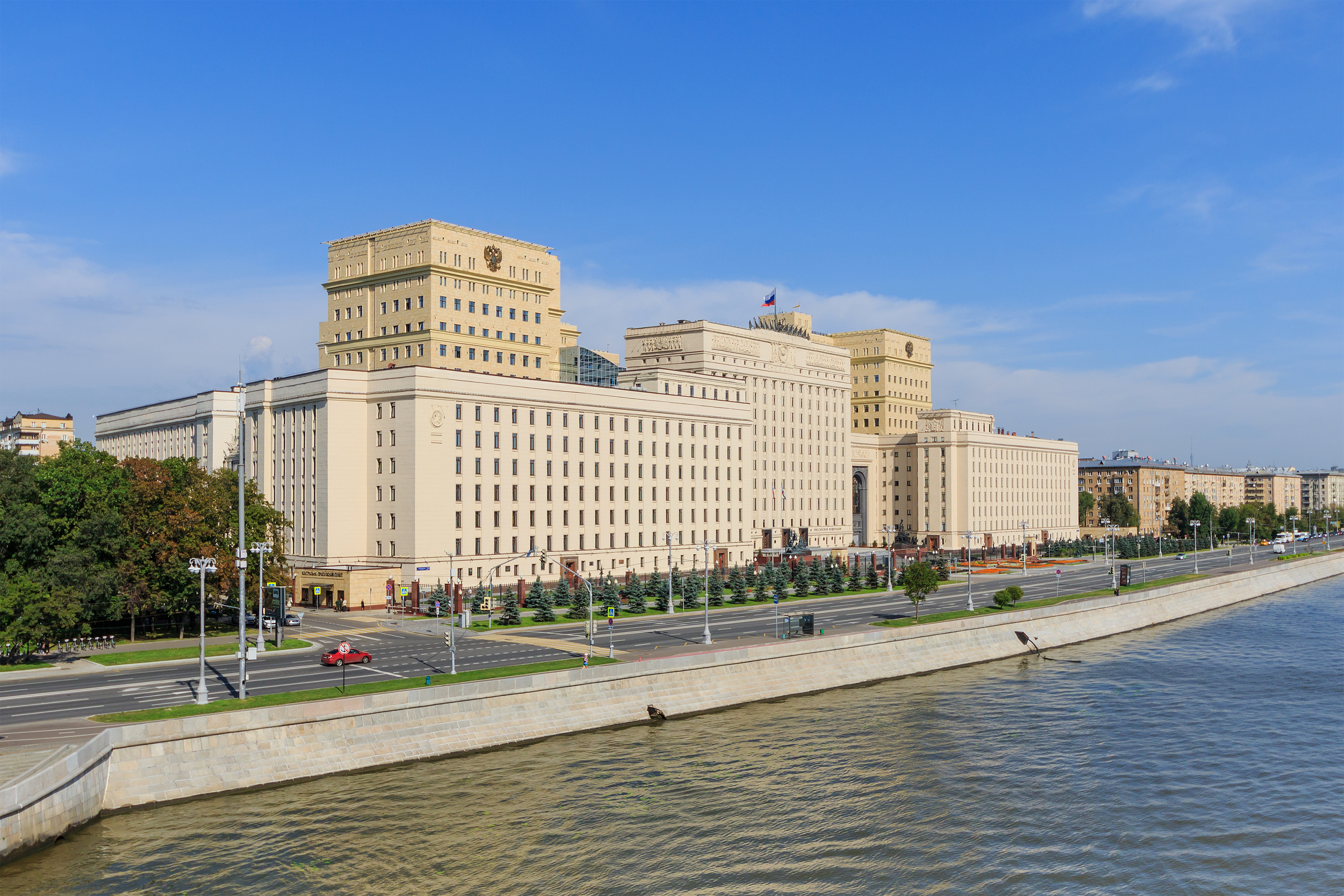
Försvarsministeriets byggnad på Frunzenskajakajen.

Ryska federationens försvarsministerium (ryska: Министерство обороны Российской Федерации, Минобороны России), informellt förkortat МО, МО РФ eller Minoboron)) är det ministerium, som styr de ryska väpnade styrkorna.
Rysslands president är överbefälhavare för Ryska federationens väpnade styrkor och beslutar över ministeriets verksamhet, medan försvarsministern utövar det dagliga ledarskapet över försvarsmakten.
Det högsta organet som ansvarar för ministeriets ledning och övervakning av försvarsmakten är den nationella försvarsledningen på Frunzenskajakajen.
Generalstaben verkställer presidentens och försvarsministerns instruktioner och order.
Ministeriets huvudbyggnad är byggd på 1940-talet och ligger på Arbatskajatorget, nära Arbatgatan. Ministeriet har också andra byggnader runt om i Moskva.

## Försvarsminister

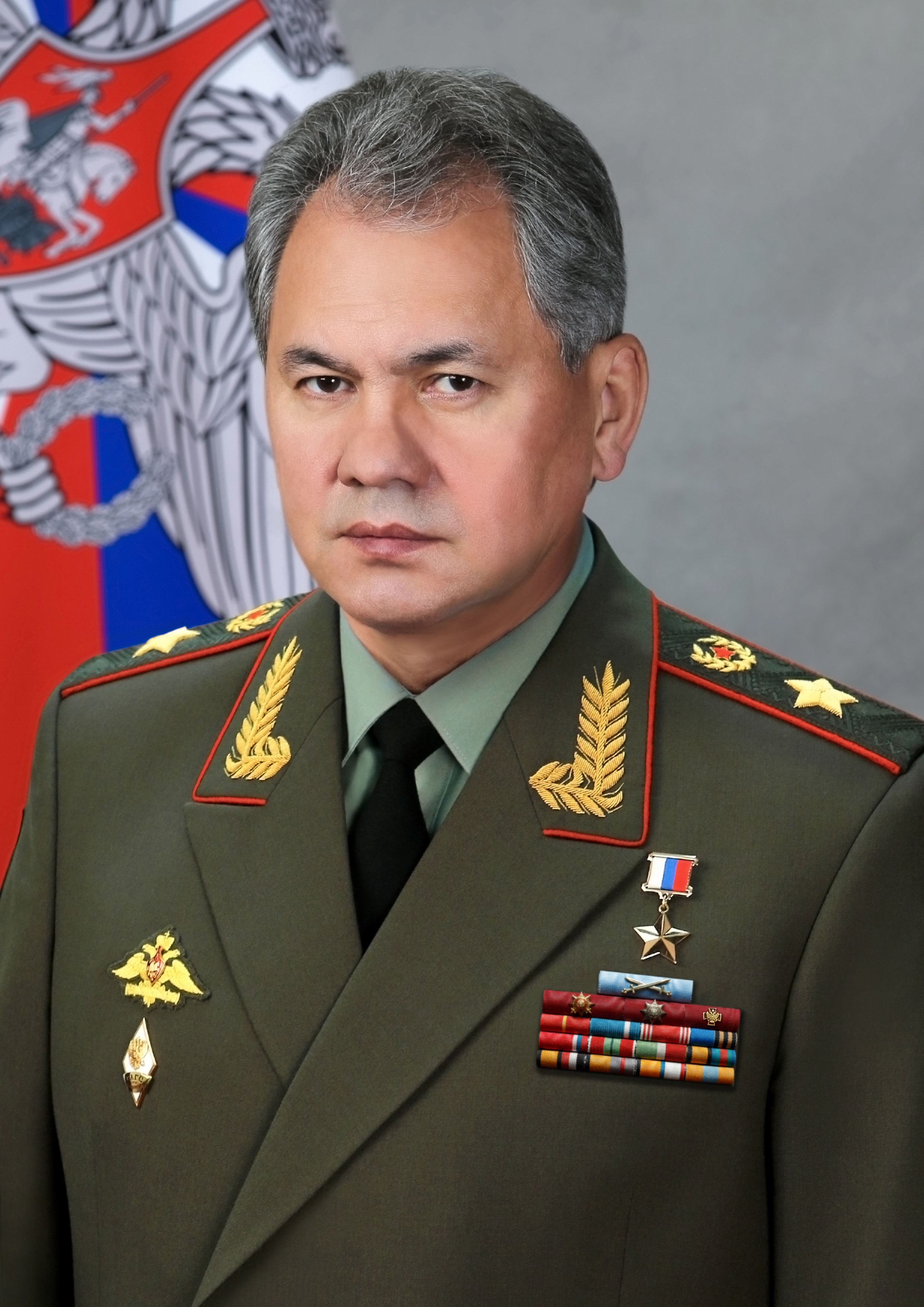
Försvarsministern och armégeneralen Sergej Sjojgu.

Ministeriet leds av den ryska federationens försvarsminister (министр обороны Российской Федерации ministr oborony) sedan 2012, Sergej Sjojgu. Tidigare försvarsministrar har varit bland andra Anatolij Serdjukov (2007–2012), Sergej Ivanov (2001–2007), Igor Sergejev (1997–2001) och Pavel Gratsjov (1992–1996). Även Boris Jeltsin var försvarsminister från april till maj 1992 under sitt presidentskap.

## Organisation 2021
De viktigaste befattningarna var år 2021: 

### Försvarsminister
- Sergej Sjojgu – armégeneral, Ryska federationens försvarsminister sedan 6 november 2012

### Förste vice försvarsminister eller motsvarande
- Valerij Gerasimov – armégeneral, chef för generalstaben, sedan 9 november 2012
- Ruslan Tsalikov – Ryska federationens förste vice försvarsminister, Ryska federationens aktiva statsrådgivare, sedan 24 december 2015

### Biträdande försvarsministrar
- Nikolaj Pankov – pensionerad armégeneral, statssekreterare, sedan 13 september 2005
- Dmitrij Bulgakov – armégeneral, ansvarig för att organisera materiellt-tekniskt stöd till de väpnade styrkorna, sedan 27 juli 2010)
- Tatiana Sjevtsova – Ryska federationens aktiva statliga rådgivare, ansvarig för att organisera ekonomiskt stöd till de väpnade styrkorna, sedan 4 augusti 2010
- Jurij Sadovenko – generalöverste, chef över försvarsministerns kontor, sedan 9 januari 2013[3]
- Pavel Popov – armégeneral, ansvarig för utvecklingen av den tekniska basen för ledningssystemet och informationsteknologi, sedan 7 november 2013
- Timur Ivanov – ansvarig för att organisera fastighetsförvaltning, inkvartering av trupper, bostäder och medicinskt stöd till de väpnade styrkorna, Ryska federationens aktiva statliga rådgivare, sedan 23 maj 2016
- Aleksander Fomin – generalöverste, ansvarig för att organisera internationellt militärt och militärt-tekniskt samarbete, sedan 31 januari 2017
- Aleksej Krivorutjko – ansvarig för att organisera militärt-tekniskt stöd till de väpnade styrkorna, sedan 13 juni 2018
- Junus-bek Jevkurov – generalöverste, ansvarig för stridsträning, sedan 8 juli 2019
- Gennadij Zjidko – generalöverste, chef för huvuddirektoratet för politisk-militära frågor i de ryska väpnade styrkorna, sedan 12 november 2021